# سليمان بخليلي
سليمان بخليلي (مواليد 1963 – 2 يوليو 2021) هو إعلامي ومنتج تلفزيوني جزائري، كما أنه معد ومذيع البرنامج الثقافي الشهير خاتم سليمان، الذي عُرض في بداياته على عدة فضائيات عربية.

## سيرة
وُلد بخليلي في مدينة بسكرة، الواقعة في الجنوب الشرقي للجزائر. التحق بالإذاعة والتلفزيون الجزائري عام 1986 كصحفي، وتدرج في مختلف المناصب ليصل إلى منصب رئيس تحرير، ثم مدير الإنتاج في التلفزيون الجزائري.
بدأ عمله في محطة ورقلة، حيث شغل منصب محرر ومذيع للنشرة الرئيسية، ومن ثم انخرط في مجال الإنتاج التلفزيوني. خلال مسيرته، أنتج العديد من البرامج مثل "هديناه النجدين"، "أنغام من الجنوب"، و"زدني علما".
في عام 1994، أسس بخليلي مؤسسة استوديوهات الإنتاج التلفزيوني المستقلة بالتعاون مع مجموعة من الكفاءات الإعلامية المتخصصة في الإعلام التلفزيوني. كما عمل كمراسل لعدد من القنوات التلفزيونية العربية، حيث غطى حرب الخليج الأولى للتلفزيون الجزائري، إضافة إلى العديد من التقارير والتغطيات الإخبارية من بلدان عربية وأوروبية.
في عام 2020، أطلق قناة "البديل"، وهي قناة متخصصة في تقديم المحتوى الثقافي.

## برامج
له العديد من البرامج التلفزيونية الشهيرة بالجزائر من بينها:
- خاتم سليمان.[8]
- ساعة من ذهب.
- فرسان القرآن.
- الاتجاه الصحيح.
- عد النجوم.
- زدني علما.

## تكريم
حاز بخليلي على جائزة الإبداع في مهرجان القاهرة للإذاعة والتلفزيون، كما حصل عام 2008 على جائزة الإبداع الذهبية في الدورة الـ 14 لمهرجان القاهرة للإعلام العربي.

## نشاط سياسي
ترشح سليمان بخليلي للانتخابات الرئاسية الجزائرية في ديسمبر 2019 كمرشح حر، لكنه لم يتمكن من جمع العدد المطلوب من الاستمارات (50 ألف توقيع موزعة على 25 ولاية، مع حد أدنى قدره 1200 توقيع في كل ولاية). تمكن بخليلي من تقديم 26 ألف استمارة صحيحة فقط، واستوفى النصاب في 6 ولايات.بعد رفض ملف ترشحه، أعلن عن تأسيس حزب سياسي جديد.

## وفاته
أُعلن صباح يوم الجمعة، 2 يوليو 2021، عن وفاة سليمان بخليلي إثر مضاعفات إصابته بفيروس كورونا. وقد دُفن في نفس اليوم بمقبرة قاريدي في العاصمة الجزائر.